# Bernard Foley
Bernard T. Foley (Sydney, 8 settembre 1989) è un rugbista a 15 australiano, mediano d'apertura dei Kubota Spears in Top League.

## Biografia
Foley iniziò a giocare a livello internazionale vincendo nel 2010 la medaglia d'argento con la nazionale sevens ai Giochi del Commonwealth. Il 24 giugno 2011 debuttò nel Super 15, giocando con i Waratahs nella partita contro i Blues persa 26-13 in trasferta. Nel 2012 conseguì il bachelor in economia all'Università di Sydney; con la squadra della stessa università cominciò a disputare lo Shute Shield.
Il 5 ottobre 2013 collezionò la sua prima presenza con l'Australia durante la partita contro l'Argentina valevole per il Rugby Championship e vinta 54-17. Subentrato dalla panchina sostituendo Quade Cooper, Foley segnò pure una meta.
Con il suo calcio di punizione messo a segno durante l'ultimo minuto della finale del Super Rugby 2014, calciando da una distanza di 44 metri, Bernard Foley permise ai Waratahs di conquistare il loro primo titolo sconfiggendo i Crusaders 33-32.
Reduce da un vittorioso Rugby Championship, dove gli australiani ebbero anche la meglio degli All Blacks, venne selezionato per disputare la Coppa del Mondo di rugby 2015. Fu l'autore di una strepitosa prestazione contro i padroni di casa dell'Inghilterra, nel corso della fase a gironi, mettendo a segno due mete e un totale di 28 punti nella partita che vide vincere l'Australia 33-13, estromettendo gli inglesi dalla qualificazione al turno successivo. Un suo calcio di punizione a tempo scaduto, scaturito in modo controverso dopo una touche, permise inoltre di battere la Scozia ai quarti di finale col punteggio 35-34.
La nazionale australiana giunse poi fino alla finale, dove dovette arrendersi alla Nuova Zelanda.
Al termine del mondiale Foley firmò un contratto di prestito biennale con i Ricoh Black Rams militanti nella Top League; dopo aver disputato nove partite nel campionato giapponese, ritornò in Australia ed annunciò che non avrebbe onorato il secondo anno di accordo.

## Palmarès
- Super Rugby: 1
Waratahs: 2014
- Japan Rugby League One: 1
Kubota Spears: 2022-23